# Productor de televisió
La feina de productor de televisió consisteix bàsicament en la realització de tasques de coordinació i planificació, pressupostació, enregistrament i postproducció per l'elaboració d'un programa o sèrie de programes, i gestionar i facilitar els recursos humans i tècnics necessaris per a la consecució dels objectius marcats.
La seqüència que segueix en el seu treball és la que a continuació es desenvolupa de manera esquemàtica.
1. Des que s'incorpora a un programa concret, convoca i assisteix a totes les reunions que són necessàries per a la planificació. En aquestes reunions s'acaba de dissenyar en tots i cadascun dels aspectes del programa o sèrie de programes que cal produir.
2. A continuació, s'elabora un calendari de producció que determina les dates i períodes que abasten els tres blocs de treball que tot producte audiovisual comporta: preproducció, producció i postproducció.
3. En el cas de programes d'emissió regular, configura l'organització del treball que permet mecanitzar les tasques i així donar continuïtat a l'emissió sense grans esforços.
4. És freqüent que el productor, de vegades sol, de vegades assistit pels seus ajudants, s'encarregui dels desglossaments, localitzacions, plans de treball i pressupostos que són consubstancials a tota producció, fins i tot una tasca comercial, depenent de la complexitat del projecte es veurà en la necessitat de coordinar uns equips més o menys nombrosos.

Un productor de televisió normalment treballa amb un pressupost que li assigna la cadena o la productora amb la qual treballa per a un determinat programa, a diferència dels seus homòlegs en cinema i altres disciplines que tenen com tasca reunir els diners necessaris per al projecte.